# Magnum Areena
Il Kuopion keskuskenttä, noto anche come Magnum Areena, è uno stadio "multi-uso" dove la squadra di calcio finlandese Kuopion Palloseura gioca le partite casalinghe.
Dopo i lavori di ristrutturazione terminati nel 2005, può ospitare quasi 5000 spettatori (2700 posti a sedere e 2000 in piedi).
Il 10 settembre 2022 ha ospitato il Vaahteramalja, finale del massimo campionato nazionale di football americano

## Incontri importanti

### Football americano

#### Incontri di club
| Arbitri: | Toijala E. Aaltonen J. Kalliokoski P. Vierikko V. Lamminsalo J. Karppinen T. Lindroos |

| |           | |
| H. Harju 6':02" Q1 (TD) 40yd pass from Bradley Ojainväli Q1 (pat) Lindqvist 11':54" Q2 (TD) 9yd pass from Bradley Ojainväli Q2 (pat) Reasnover 1':42" Q4 (TD) 80yd kickoff return Ojainväli Q4 (pat) | Marcatori | Mäki-Maunus 6':10" Q1 (FG) 34yd Mäki-Maunus 0':23" Q2 (FG) 26yd Powell 1':59" Q4 (TD) 37yd run K. Harju Q4 (tpc) pass from Whitehead |